# 1593 год в музыке

## События
- 23 января — франко-фламандский композитор, певец и капельмейстер Бальдуин Гуаюль[нидерл.], чья жена Бригитта умерла в 1591 году, женился на вдове Барбаре Йоргс. В том же году он к приходу герцога Фридриха к власти написал «особый Te Deum laudamus», который, однако, считается утерянным.
- Весной немецкий композитор Бартоломеус Гезиус[нем.] стал кантором Мариенкирхе во Франкфурте-на-Одере и учителем в Ratsschule, сегодняшней гимназии Карла Либкнехта.
- 20 июня — датский органист и композитор Труид Огесен[дат.] после многих лет в Германии и Италии был назначен органистом Копенгагенского собора[1].
- 22 сентября — франко-фламандский композитор, органист и капельмейстер Леонард Мельдерт[нидерл.] стал органистом и дирижером собора Лорето. В том же году его шестичастный мадригал Cresci bel verde был переиздан венецианским издателем Гардано в том, что позже стало знаменитым сборником Il Lauro verde, в котором были собраны проивзедения самых известных полифонистов того времени.
- 4 декабря франко-фламандский композитор и певец Жери де Герсем[нидерл.] стал кантором Capilla Flamica в Мадриде, где до этого семь лет был певчим.
- Композитор и лютнист итальянского происхождения Диомед Като сопровождал короля Шведского и Польского Сигизмунда III в его поездке в Швецию в 1593—1594 годах, где приобрёл широкую известность как музыкант и композитор.
- Немецкий композитор, теоретик музыки, писатель и поэт Кристоф Демантиус получает степень в Виттенбергском университете.
- Английский композитор, органист и клавесинист Уильям Бёрд переезжает в небольшую деревню Стандон Мэсси в Эссексе, где под патронажем местного лорда-католика Джона Петра в его владениях он мог относительно безопасно участвовать в католических богослужениях.
- Английский композитор Питер Филипс переезжает в Амстердам и, вероятно, в этом году же году знакомится с голландским музыкантом и композитором Яном Свелинком.
- Один из лучших композиторов франко-фламандского Возрождения Орландо ди Лассо начал сочинять Lagrime di San Pietro[англ.] (1593–1594), цикл из 20 мадригалов и заключительного мотета для семи голосов, посвящённый Папе Клименту VIII: это была последняя работа ди Ласси, которую некоторые считают абсолютной вершиной итальянского мадригала XVI века[2]. Цикл будет завершён в начале 1594 года и опубликован в 1595 году.
- Каталонский музыкант и композитор Матео Флеча[кат.], известный как «Эль Жове» («молодой»), опубликовал в Праге сборник стихов по случаю смерти французской королевы Елизаветы Австрийской[3].
- Итальянский композитор и лютнист позднего Возрождения Микеланджело Галилей переезжает в Польшу, где жил до 1607 года с небольшим перерывом в 1599—1600 годах.
- Немецкий композитор Иоганн Герольд[нем.] становится кантором евангелической школы Stiftsschule в Клагенфурте.
- Итальянский композитор, органист и арфист Асканио Майоне стал первым органистом неаполитанской церкви Благовещения Пресвятой Богородицы (Сантиссима-Аннунциата) в Неаполе, занимая эту должность до конца дней своих.
- Итальянский композитор и музыкант Эрколе Пасквини[итал.] после смерти мецената графа Марио Бевилакква вернулся в Феррару, где сменил Луццаско Луццаски на посту органиста Академии делла Морте[4].
- Немецкий композитор Иоганн Штеффенс[нем.] временно назначен органистом церкви Святого Иоанна в Люнебурге.
- Итальянский композитор Фульгенцио Валези[нем.] стал монахом в цистерцианском монастыре Санта-Кроче-ин-Джерусалемме в Риме.
- Орацио Векки после нескольких лет службы в соборе в Корреджо возвращается в Модену, где вновь был назначен капельмейстером собора.

## Публикации
- Рафаэлла Алеотти
  - Sacrae cantiones, книга 1 (Венеция: Риккардо Амадино[итал.]).
  - Ghirlanda de madrigali («Гирлянда мадригалов»; Венеция: Джакомо Винченти[итал.]).
- Блазиус Аммон[нем.] — Breves et selectae quaedam motetae …, опубликовано посмертно (Мюнхен: Адам Берг).
- Джамматео Азола[итал.] — Sacra omnium solemnitatum vespertina psalmodia для шести голосов, также включает магнификат (Венеция: Риккардо Амадино).
- Ипполито Баккузи[англ.] — Четвёртая книга месс для пяти и девяти голосов (Венеция: Анджело Гардано).
- Лодовико Белланда[англ.] — Первая книга канцонетт для трёх голосов (Венеция: Риккардо Амадино).
- Джироламо Белли[англ.] — Третья книга мадригалов для шести голосов (Венеция: Риккардо Амадино).
- Джулио Белли[итал.]
  - Вторая книга мадригалов для пяти и шести голосов (Венеция: Риккардо Амадино).
  - Вторая книга канцонетт для четырёх голосов (Венеция: Риккардо Амадино).
- Фабрицио Дентиче — Lamentations («Плач») для пяти голосов, сборник церковной музыки, напечатан посмертно (Милан: Франческо и Саймон Тини).
- Джироламо Дирута — первый том Il Transilvano[5], трактат об игре на органе, включая табулатуры оригинальных произведений и произведений разных композиторов, считается его главным теоретическим трудом (Венеция: Джакомо Винченти).
- Иоганн Эккард — Epithalamia (Regina Stephanoque; Frölich zu sein), свадебная музыка (Кёнигсберг: Георг Остерберг).
- Андреа и Джованни Габриэли — Intonationi d’organo, libro primo, опубликовано посмертно для Андреа (Венеция: Анджело Гардано).
- Бартоломеус Гезиус[нем.] — Псалом 112 для пяти голосов, свадебный мотет (Франкфурт (Одер): Фридрих Хартманн).
- Руджеро Джованнелли[итал.]
  - Первая книга мотетов для пяти и восьми голосов (Рим: Франческо Коаттино).
  - Вторая книга мадригалов для пяти голосов (Венеция: Анджело Гардано).
- Ринальдо дель Мел[нидерл.] — Вторая книга мадригалов для шести голосов (Венеция: Джакомо Винченти).
- Клаудио Меруло — Вторая книга мадригалов для шести голосов (Венеция: Анджело Гардано).
- Филипп де Монте
  - Eccellenze di Maria Vergine для пяти голосов (Венеция: Анджело Гардано).
  - Шестнадцатая книга мадригалов для пяти голосов (Венеция: Анджело Гардано).
- Томас Морли — Canzonets. Or Little Short Songs To Three Voyces (Канцонеты. Или маленькие короткие песни для трёх голосов; Лондон: Томас Эсте).
- Джованни Мария Нанино — Первая книга канцонетт для трёх голосов (Венеция: Анджело Гардано).
- Джованни Пьерлуиджи да Палестрина — сборник «Offertoria», последняя прижизненная публикация[6].
- Бенедетто Паллавичино[итал.] — Пятая книга мадригалов на пять голосов (Венеция: Джакомо Винченти).
- Эрколе Пасквини[итал.] — I fidi amanti, пастораль для свадебных торжеств Карло Джезуальдо и Элеоноры д'Эсте в Ферраре (Верона).

## Родились

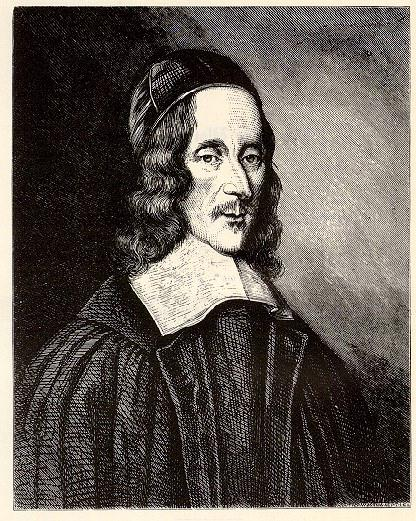
Портрет Джорджа Херберта работы Роберта Уайта (1674).

- 3 апреля — Джордж Херберт, английский поэт-метафизик, автор духовной лирики и гимнов, англиканский священник (ум. в 1633).
- 15 июня (крещение) — Вольф Якоб Герольд[нем.], немецкий пушечный и колокольный литейный мастер (ум. в 1632)[7].
- 20 сентября — Готфрид Шейдт[англ.], немецкий органист и композитор (ум. в 1661).
- 30 ноября — Иоганн Диллигер[нем.], немецкий протестантский богослов, композитор и кантор (ум. в 1647)[8].

Дата неизвестна
- Клаудия Руска[итал.], итальянская монахиня, композитор, певица и органистка (ум. в 1676).
- Давид Эбель[нем.], немецкий органист и композитор северонемецкой органной школы (ум. в 1639).

## Умерли
- Февраль — Николао Дорати[англ.], итальянский композитор и тромбонист эпохи Возрождения (род. в 1513).
- 11 октября — Иоганн Лаутербах[нем.], немецкий педагог, автор гимнов и историк (род. в 1531).
- 10 декабря — Кристоф Швехер[нем.], немецко-богемский учитель, римско-католический священник, автор духовных песен, один из зачинателей немецкоязычного католического церковного пения после Реформации (род. в 1520 или 1521).

Дата неизвестна
- похоронен 18 июля — Лодовико Бассано (англ. Lodovico Bassano), английский духовой музыкант и композитор итальянского происхождения, член известной в Англии XVI века семьи музыкантов Бассано[нем.] (род. в 1554)[9].
- Граф Марио Бевилакква (итал. Mario Bevilacqua), видный член Филармонической академии[итал.] в Вероне, был известен своим покровительством искусствам, особенно музыке[10], и как коллекционер инструментов (род. в 1536).
- Никасио Сорита[исп.], испанский композитор и капельмейстер (род. ок. 1545)[11].